# Conus miniexcelsus
Espèce
Statut de conservation UICN

 DD  : Données insuffisantes
Conus miniexcelsus est une espèce de mollusques gastéropodes marins de la famille des Conidae.
Comme toutes les espèces du genre Conus, ces escargots sont prédateurs et venimeux. Ils sont capables de « piquer » les humains et doivent donc être manipulés avec précaution, voire pas du tout.

## Description
La taille de la coquille varie entre 19 mm et 37 mm.

## Distribution
Cette espèce marine est présente au large des Philippines et du Japon.

### Niveau de risque d’extinction de l’espèce
Selon l'analyse de l'UICN réalisée en 2011 pour la définition du niveau de risque d'extinction, il s'agit d'une espèce nouvellement décrite. Sa distribution s'étend du Japon aux Philippines. Elle est commune dans les zones peu profondes dans certaines parties de son aire de répartition. Il n'y a pas de menaces majeures connues pour cette espèce. Cette espèce est inscrite dans la catégorie " Données insuffisantes " en raison de la rareté des données.

## Taxonomie

### Publication originale
L'espèce Conus miniexcelsus a été décrite pour la première fois en 2010 par les malacologistes américains Baldomero M. Olivera et Jason S. Biggs dans « The Nautilus »,.

### Synonymes
- Conus (Turriconus) miniexcelsus B. M. Olivera & Biggs, 2010 · appellation alternative
- Kurodaconus miniexcelsus (B. M. Olivera & Biggs, 2010) · non accepté
- Turriconus (Turriconus) miniexcelsus (B. M. Olivera & Biggs, 2010) · non accepté
- Turriconus miniexcelsus (B. M. Olivera & Biggs, 2010) · non accepté